# Галавани
Галавани (груз. გალავანი) — село в Грузии, на территории Мцхетского муниципалитета края (мхаре) Мцхета-Мтианети.

## География
Село находится в центральной части Грузии, на правом берегу реки Тезами (левый приток Арагви), на расстоянии приблизительно 8 километров (по прямой) к северо-востоку от города Мцхета, административного центра края и муниципалитета. Абсолютная высота — 731 метр над уровнем моря.

## Население
По результатам официальной переписи населения 2014 года в Галавани проживало 503 человека (246 мужчин и 257 женщин). В национальной структуре населения грузины составляли 99,6 %.
| Год  | Население, человек |
| ---- | ------------------ |
| 2002 | 454                |
| 2014 | ↘ 503              |